# Pitigrilli

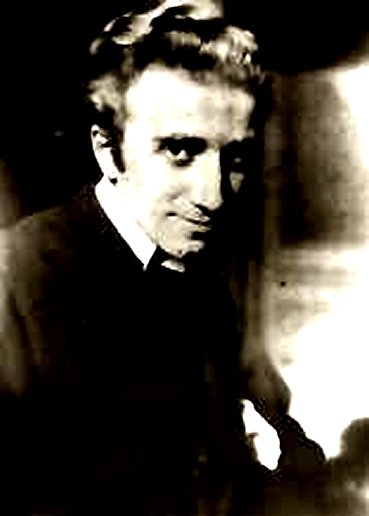
Dino Segre, Vorkriegsfoto, 1930er Jahre.

Pitigrilli (Pseudonym von Dino Segre; * 9. Mai 1893 in Turin; † 8. Mai 1975 ebenda) war ein italienischer Schriftsteller, Journalist und promovierter Rechtswissenschaftler. Er wurde in den 1920er und 1930er Jahren als Verfasser von zur damaligen Zeit umstrittenen und mehrfach verbotenen Büchern bekannt. Sein bekanntester Roman Kokain wurde in der Bundesrepublik Deutschland noch 1988 kurzzeitig auf den Index für jugendgefährdende Schriften gesetzt.

## Leben
Segre besuchte eine von Dominikanern betriebene höhere Schule. Seine ersten Artikel veröffentlichte er in Studentenzeitungen, später arbeitete er als Redakteur für verschiedene Zeitungen und gründete 1924 die Zeitschrift Le Grandi Firme (Die großen Namen). Die 1920er Jahre  verbrachte er als Zeitungskorrespondent in Paris. Dort entstanden auch seine ersten, bereits heftig diskutierten Bücher. Zu Beginn der 30er Jahre ließ er sich vom Regime Mussolinis als Spitzel anheuern, um antifaschistische Widerstandszirkel (etwa von Leone Ginzburg) auszuspionieren. Nachdem im faschistischen Italien die Rassengesetze von 1938 in Kraft getreten waren, musste er wegen seiner jüdischen Herkunft auswandern, zunächst durch Astano in die Schweiz, dann nach Argentinien. Mit den nach seiner Rückkehr aus dem Exil 1957 entstandenen Büchern dokumentierte der ehemals zynische Skeptiker Pitigrilli seine Hinwendung zum Moralismus und sein spätes Bekenntnis zum Katholizismus. Er wandte sich von da an auch gegen Neuauflagen seiner frühen Romane.

## Literarischer Stil
Pitigrillis Stärke war weniger der große Handlungsbogen, als das geistvolle, beißend zynische Aperçu, mit dem er die Geschlechterrollen und die Fixierung der Menschen auf das Sexuelle und die Fortpflanzung analysierte. Diese Aphorismen scheinen aus heutiger Sicht oft frauenfeindlich: “Quando una donna ha un bel paio di gambe può permettersi la libertà di essere analfabeta. Valgono di più due polpacci femminili che tutto lo spirito di Rabelais” (deutsch: „Wenn eine Frau ein paar schöne Beine hat, kann sie sich den Luxus erlauben, Analphabet zu sein. Zwei weibliche Waden wiegen mehr als der ganze Geist von Rabelais.“)

## Zitate
„Was war das Gefährliche an Pitigrilli? Die freimütige Gewandtheit, mit der er die Mythen seiner Gesellschaft behandelte, der Skeptizismus, die Unvoreingenommenheit, mit der er Paradoxa gebrauchte, die man für zerstörerisch hielt, die ironische Nüchternheit, mit der er von Ehebruch sprach und von falschen Ideologien.“

## Romane und Kurzgeschichtensammlungen
- Mammiferi di lusso. 1920
  - Luxusweibchen. Übersetzung von Maria Gagliardi. Eden-Verlag, 1925/1953; bearbeitete Ausgabe: Rowohlt, Reinbek 1988, ISBN 3-499-12201-4
- La cintura di castità. 1921
  - Der Keuschheitsgürtel. Übersetzung von Maria Gagliardi. Eden-Verlag, 1928/1953; bearbeitete Ausgabe unter dem Titel Betrüge mich gut. Rowohlt, Reinbek 1987, ISBN 3-499-12179-4
- Cocaina. 1921
  - Kokain. Roman. Übersetzung von Maria Gagliardi. Eden-Verlag, 1927/1953; Matthes und Seitz, München 1979, ISBN 3-88221-308-6 (mit einem Nachwort von Peter Weibel); bearbeitete Ausgabe: Rowohlt, Reinbek 1988, ISBN 3-499-12225-1
- Oltraggio al Pudore. 1922
  - Der falsche Weg. Übersetzung von Maria Gagliardi. Eden-Verlag, 1928/1953; bearbeitete Ausgabe: Rowohlt, Reinbek 1988, ISBN 3-499-15987-2
- La Vergine a 18 carati. 1924
  - Die Jungfrau von 18 Karat. Roman. Übersetzung von Maria Gagliardi. Eden-Verlag, 1927/1953; bearbeitete Ausgabe: Rowohlt, Reinbek 1987, ISBN 3-499-12150-6
- L’esperimento di Pott. 1929
  - Ein Mensch jagt nach Liebe. Roman. Übersetzung von Manfred Georg. Eden-Verlag, 1930/1953; bearbeitete Ausgabe: Rowohlt, Reinbek 1987, ISBN 3-499-15979-1
- I vegetariani dell’amore. 1929
  - Yvette gibt französischen Unterricht. Übersetzung von Manfred Georg. Eden-Verlag, 1931/1953; bearbeitete Ausgabe unter dem Titel Vegetarier der Liebe. Rowohlt, Reinbek 1988, ISBN 3-499-12240-5